# Compsapoderus erythropterus
Compsapoderus erythropterus – gatunek chrząszcza z nadrodziny ryjkowców i rodziny podryjowatych.
Chrząszcz o ciele długości od 3,8 do 5 mm, typowo ubarwionym czarno z czerwonymi pokrywami, ale udział barwy czarnej i czerwonej w ubarwieniu jest bardzo zmienny. Ryjek jest krótki, gruby, prawie tak długi jak szeroki, z guzowatą wypukłością pomiędzy znajdującymi się przed środkiem jego długości nasadami 12-członowych czułków. Czułki są krótkie, u samców dłuższe niż u samic. Głowa za dużymi, okrągławymi i wyłupiastymi oczami jest znacznie dłuższa od ryjka i silnie zwęża się ku tyłowi, tworząc szyję. U samca owa szyja jest dłuższa i węższa niż u samicy. Przedplecze jest niewiele szersze niż dłuższe, o kształcie dzwonkowatym, ku przodowi silnie zwężonym i na przednim brzegu węższe niż połowa szerokości jego brzegu tylnego. Powierzchnię przedplecza cechuje bardzo delikatne i rozproszone punktowanie. Prawie prostokątne w zarysie pokrywy mają wyraźnie zaznaczone: guzy barkowe, rzędy i międzyrzędy. Rzeźba pokryw różni się od tej u podobnej oszyndy leszczynowca szerszymi i gładkimi międzyrzędami oraz delikatnymi, prawie równoległymi rzędami, przy braku jakichkolwiek rzędów skróconych.
Owad ten zasiedla torfowiska, lasy łęgowe, olsy, wilgotne łąki i zarośla czy pobrzeża wód. 
Jest foliofagiczny. Żeruje głównie na wiązówce błotnej, ale jako jego rośliny żywicielskie odnotowano także krwiściąg lekarski, krwawnicę pospolitą, wierzbownicę błotną i siedmiopalecznik błotny. Samica składa jaja do liścia zwiniętego w tutkę, podobną do tej u oszyndy leszczynowca. W tutce następuje rozwój larw i przepoczwarczenie. Owady dorosłe jednego pokolenia spotyka się od kwietnia do czerwca, a kolejnego od połowy lipca do września.
Gatunek palearktyczny, rozmieszczony od zachodniej Francji, przez środkową i wschodnią Europę, Turcję i Syberię po Chiny i Japonię. Na zachodzie jest gatunkiem zanikającym, w Niemczech całkiem wymarłym wskutek zniszczenia siedlisk.  W Polsce występuje w całym kraju.